# تالاب بلمک
تالاب بَلمَک بزرگ‌ترین تالاب لرستان است. این تالاب در ۱۲ کیلومتری جنوب شهر پلدختر قرار دارد. این تالاب در گذشتهٔ نه چندان دور ۶۰۰ هکتار مساحت داشته است اما اکنون به دلیل حفر کانال در سر چشمه‌های آن و تغییر کاربری به اراضی کشاورزی و بی‌توجهی به ۱۴ هکتار رسیده است و رو به نابودی می‌باشد.